# Julien Charlier
Julien Charlier, né en 1926 à Liège, est un dirigeant d'entreprise belge, actif dans les secteurs de la sidérurgie et du textile au cours de la seconde moitié du XXe siècle. Il est notamment connu pour avoir dirigé le groupe sidérurgique Cockerill et pour avoir été à la tête de la société textile française Dollfus-Mieg et Compagnie (DMC).

## Biographie
Julien Charlier commence sa carrière en tant qu’ouvrier chez Balteau, une entreprise spécialisée dans l’électrotechnique. Il y devient successivement dessinateur commercial, puis vendeur puis il acquiert une part de l’entreprise. Il finit par diriger l'entreprise et par la vendre, en 1965, au groupe américain General Electric. Julien Charlier intègre alors la direction de la filiale aux États-Unis. Puis il devient directeur de la division matériel médical à Milwaukee en 1969,. C’est à cette période qu’il approfondit ses connaissances en gestion, obtenant un Master of Business Administration de l’Université de Chicago,. Il revient en Europe et est brièvement nommé directeur en 1975 de Pechiney.

### À la tête de Cockerill
En décembre 1975, Julien Charlier est nommé directeur général de Cockerill. Contrairement à ses prédécesseurs, il n’a pas de formation d’ingénieur, ce qui marque une rupture avec la tradition industrielle du secteur. Il porte un regard critique aux anciennes méthodes de gestions des ingénieurs qu'il accuse de privilégier les questions techniques aux questions de gestion. Il met en place un système « axé particulièrement sur une gestion vigoureuse et rigoureuse, sur la performance et l'efficacité, sur une gestion de plus en plus humaine, de plus en plus économique et de moins en moins technique et administrative ».
Il introduit des méthodes de gestion inspirées du management américain, mettant en avant la mobilité, la centralisation des décisions et une sélection des cadres basée sur le mérite. Dans cette optique, il crée en 1977 l’École liégeoise du Management, une structure de formation interne, qui deviendra ultérieurement « Entreprise, Perfectionnement, Management » (EPM),,,.
Cependant, son passage à la tête de Cockerill intervient dans un contexte difficile, marqué par la crise de la sidérurgie européenne et les débuts de la régionalisation en Belgique. Sous la pression des autorités publiques, notamment sous l’impulsion d’André Cools, une fusion est imposée entre Cockerill et Hainaut-Sambre. Le nouveau groupe Cockerill-Sambre est officiellement créé le 16 janvier 1981. Après plusieurs mois de tensions internes et de difficultés d’intégration, Julien Charlier quitte ses fonctions et se tourne vers le secteur textile. 

### Redressement de DMC
En novembre 1981, Julien Charlier est nommé directeur général de Dollfus-Mieg et Compagnie (DMC), alors que le groupe textile est en crise. L’entreprise, leader européen du fil à coudre, est sévèrement touchée par les effets du premier choc pétrolier. Des restructurations massives sont nécessaires : une cinquantaine d’usines ferment et plus de 10 000 employés sont licenciés. Les méthodes qu'il emploie l'amènent à s'opposer régulièrement aux représentants et délégués syndicaux, si bien que la CGT de DMC le surnomme le « roi du licenciement ». Bernard Arnault fait appel à Julien Charlier afin de le conseiller en 1984 dans la gestion de Boussac,,.
Nommé président-directeur général en 1984, Julien Charlier mène une restructuration profonde de l’entreprise, mettant l’accent sur la qualité et l’innovation. Sous sa direction, la capitalisation de DMC passe de 65 millions à 2,5 milliards de francs français en une décennie. Il pousse le groupe à s’implanter en Chine au milieu des années 1990.  
Parallèlement, il est nommé en tant qu'administrateur du comité de développement et de promotion du textile et de l'habillement (DEFI) jusqu'en décembre 1993. Il joue également un rôle clé au sein de l’Union des Industries Textiles, qu’il préside de décembre 1991 à décembre 1993. Il milite activement contre certaines dispositions des accords du GATT, anticipant les bouleversements du commerce international.

### Fin de carrière
Considéré comme un « patron de fer » ou « à la poigne de fer », Julien Charlier annonce en 1993 son intention de quitter la direction opérationnelle du groupe. Son remplaçant est nommé en 1994 et Julien Charlier reste à la tête du Comité de surveillance,. En 1997, il quitte le groupe textile face aux pertes financières.